# هانس وولف
هانس وولف (انگلیسی: Hans Wolf؛ زادهٔ ۸ سپتامبر ۱۹۴۰) دوچرخه‌سوار اهل آلمان است. وی در 
```
شرکت کرده است.
```